# Antun Gustav Matoš
Antun Gustav Matoš (Tovarnik, 13. lipnja 1873. – Zagreb, 17. ožujka 1914.), bio je hrvatski pjesnik, novelist, feljtonist, esejist i putopisac. Smatra se jednim od najboljih hrvatskih književnika.

## Životopis

### Rani život, Zagreb
Antun Gustav Matoš je rođen u Srijemu, u Tovarniku, na petak trinaesti, 1873. godine. Odmah nakon njegovog rođenja, babica je rekla Matoševoj majci: „Ovaj vaš mali bit će veliki čovjek, njegovo će se ime mnogo spominjati, ali - mnogo će i trpjeti.” Djed s očeve strane, Grgur Matoš (1812. – 1899.), bio je iz Kaćmara, kao i obitelj Matoš, koja se onamo doselila tijekom 18. stoljeća iz Turjaka južno od Sinja, a podrijetlom su iz Rame u Hercegovini. Grgur Matoš bio je učitelj namješten u Plavni kraj Vukovara gdje se iz braka s Mađaricom Ersebeth Orovecz iz Kaćmara rodio njegov sin August Matoš (1847. – 1914.). August je završio učiteljsku školu u Đakovu te isprva službovao u Našicama gdje se vjenčao sa sudetskom Njemicom Marijom Schams (1851. – 1944.) iz Našica, čiji je djed Franjo Schams bio ugledni farmaceut i autor niza cijenjenih knjiga o vinima i vinogradarstvu panonske Mađarske i Hrvatske. August Matoš bio je učitelj i orguljaš. August je kao učitelj bio premješten u Tovarnik gdje su im se rodila prva dva sina: Feliks (preminuo 1877. godine) i Antun; zatim je 1875. godine premješten na učiteljsku školu u Zagrebu kamo se seli s obitelji. S njima se seli i djed Grgur s dvogodišnjim Antunom. Stoga je Matoš za sebe znao reći: „Ja sam dakle Bunjevac porijeklom, Srijemac rodom, a Zagrepčanin odgojem”.
Prvih deset godina Matoševi su stanovali u današnjoj Tomićevoj ulici 12 (prije izgradnje uspinjače), a 1885. godine su kupili prizemnicu u Jurjevskoj ulici br. 10 na čijem su mjestu 1904. godine sagradili dvokatnicu koja se i danas ondje nalazi. Otac August radio je u gornjogradskoj osnovnoj školi kao učitelj sve do umirovljenja. Uz taj posao bio je i orguljaš u crkvi sv. Marka, a navečer je podučavao pjevanje u obrtnoj ili šegrtskoj školi. U Zagrebu su se rodili Matoševa sestra Danica (1876. – 1962.), pijanistica i operna solistica, poslije profesorica u glazbenoj školi u Gundulićevoj ulici, te braća Leon (1878. – 1947.), profesor zemljopisa i violinist i Milan (1884. – 1960.), financijski činovnik koji je nakon bratove smrti skrbio o njegovu djelu i rukopisima. Godine 1879. krenuo je u prvi razred zagrebačke opće pučke škole, a 1883. godine završio je četvrti razred i krenuo u prvi razred gimnazije. Do sedmoga razreda gimnazije bio je učenik Klasične gimnazije u Zagrebu. Sedmi razred polazio je dva puta. Ocjenu nedovoljan osim iz fizike i propedeutike dobio je i iz hrvatskoga jezika kod profesora Ivana Broza. Pjevao je u dječjem zboru u crkvi sv. Katarine te je polazio Školu Hrvatskog zemaljskog glazbenog zavoda gdje je naučio svirati violončelo.
Pokušaj studiranja na Vojnomu veterinarskom fakultetu u Beču svršio je neuspjehom. Izgubio je stipendiju zbog nepoloženog kolokvija. Godine 1893. odlazi u vojsku, ali sljedeće 1894. godine dezertira nakon osam mjeseci službe u Kutjevu, pa iz Hrvatske tj. Austrije bježi u Srbiju. Najprije u Šabac, a zatim u Beograd. Mladi Antun ljeta je provodio kod rođaka u Brezovici (što je opisao u pripovijetci Nekad bilo - sad se spominjalo), a obiteljski zavičaj i Tovarnik, kao i rodbinu u Senti i Bačkoj, posjetio je tek tijekom bijega u Srbiju 1894. godine, kad se neko vrijeme skrivao i kod djeda Grgura, koji je redovito ljetovao na obiteljskom imanju.

### Beograd
Kako sâm navodi, u Beogradu je tijekom sljedeće tri godine i nekoliko mjeseci radio kao "čelist pa novinar, literat". U Beogradu je bio stalan gost kavane "Dardaneli" gdje su se okupljali književnici-boemi, neovisni novinari i glumci. Tu je upoznao Janka Veselinovića, Stevana Sremca i Milovana Glišića. Kad je došao u Beograd prvo vrijeme zarađivao je držeći instrukcije u obitelji Sarajevčić gdje je u to doba i stanovao. Poslije je preživljavao na razne načine, svirajući violončelo i pišući članke prvo za Pobratim Janka Veselinovića, potom za sarajevsku Nadu koju je uređivao Silvije Strahimir Kranjčević dok je formalni urednik bio Kosta Hörmann. Pisao je osvrte na kazališni i glazbeni život Beograda. Također je pisao kritike priča i romana koji su tada izlazili. Iako je bio prijatelj s Veselinovićem koji ga je objavljivao u Pobratimu, Matoš je bio beskompromisan kritičar. Bez dlake na jeziku udarao je desno i lijevo, po živim ljudima, prijateljima i neprijateljima, pa kad je izašao Veselinovićev Hajduk Stanko, roman s tematikom I. srpskog ustanka, Matoš ga je "pokopao": „Žali sebe što je morao čitati roman do kraja, a i pisca što je morao napisati tih 456 strana”.

### Pariz
U siječnju 1898. godine odlazi preko Beča i Münchena u Ženevu, a odatle početkom kolovoza 1899. godine u Pariz, u kojemu će ostati punih pet godina, sve do 1904. godine. Za vrijeme boravka u Parizu, koji je tada bio središte europskoga kulturnoga života, napisao je najbitniji dio svoje proze. U vrijeme Svjetske izložbe u Parizu 1900. godine Hörmann je Matoša angažirao kao novinara: „Imenovao me vrstom sekretara bosanskog pavillona, pribavi mi od ministarstva trgovine novinarsku kartu”, te je Matoš punih džepova živio najsretnije u zadnjih 5 ili 10 godina. Godine 1904. opet je, živeći u Beogradu, još uvijek kao vojni bjegunac, u četiri navrata potajno dolazio u Zagreb i to tijekom 1905., 1906. i 1907. godine.

### Povratak u Zagreb
Konačno, 1908. godine, poslije trinaestogodišnjeg izbivanja iz Hrvatske, nakon amnestije, pomilovan od austrougarskih vlasti, definitivno vraća se u Zagreb. Godine 1911. i 1913. putuje u Italiju - prvi put u Firencu, a drugi put u Rim, gdje piše svoje posljednje djelo, Rimske feljtone. U toj kasnoj fazi posvađan je sa svim književnim i političkim opcijama u Hrvatskoj - 1909. godine istupio je iz Čiste stranke prava i javno se razišao s Josipom Frankom, polemizirao je s naprednjacima i projugoslavenskim strujama, kao dosljedni starčevićanac i antiklerikalac borio se protiv katoličkog segmenta hrvatske književnosti i klerikalnih struja u pravaštvu, a 1910-ih družio se mahom s mladim piscima (npr. Tin Ujević, Vladimir Čerina, Ljubo Wiesner, Fran Galović, Nikola Polić i inima), pokazavši razumijevanje za skretanje pokreta antiklerikalne pravaške starčevićanske omladine "Mlada Hrvatska" u jugonacionalizam. Nakon istupanja iz frankovačkih krugova surađivao je u glasilima projugoslavenske Starčevićeve stranke prava (tzv. milinovaca) i pozdravio atentat jugoomladinaca na bana Slavka Cuvaja. Svi su se ti odnosi odrazili i na njegovu književnu djelatnost - tada piše mnogo polemika, epigrama i humoreski u kojima satirizira Hrvatsku i Zagreb, a nije uspio objaviti više knjiga (Pjesme, četvrtu knjigu novela, Drage naše savremenike), dok je Pečalba bila cenzurirana i poslana u knjižare tek cijelu godinu nakon tiskanja. 
Umro je u Zagrebu 17. ožujka 1914. godine od karcinoma grla, zbog pogrješnog liječenja (tretiran je za tumor umjesto za rak), ostavivši iza sebe dvadesetak svezaka sabranih djela tiskanih tek 1973. godine: pripovijedaka, podlistaka (feljtona), putopisa, pjesama, kritika, političkih članaka, polemika, humoreski, satira, epigrama, pisama i bilježnica. Smatra ga se prvim modernim hrvatskim likovnim, glazbenim, književnim, ali i plesnim kritičarem. Cijeli je život bio izrazito domoljuban, a u politici je bio naklonjen Čistoj stranci prava, tj. izvornom pravaštvu, odnosno starčevićanstvu. Po njegovim riječima: "Stekliš sem bil i stekliš bokibokme bum vumrl". Ipak, Matoš koji je "(...) Antu Starčevića cijenio svim srcem, više nego ijednoga drugog Hrvata napisao je o Strossmayeru stranice ljepše od svih koje su o njemu ikad napisane". Za Antu Starčevića rekao je: "Isto što nam je zemlja naša, narod naš, riječ naša, naše pravo: on je naša trobojnica!".
Umro je s knjigom u ruci, s knjigom Ksavera Šandora Gjalskoga Na rođenoj grudi, pokušavši pred samu smrt nešto na unutarnjoj strani korica napisati "(...) ali što je htio napisati ostat će zauvijek tajna. Ruka mu više nije imala snage da razgovjetno "naslika" ni jedno slovo.". Sprovod i pokop bio mu je 19. ožujka 1914. godine. Pokopan je na zagrebačkome groblju Mirogoju. Nad njegovim grobom govore održali su Julije Benešić u ime Društva hrvatskih književnika, Zvonimir Vukelić u ime Hrvatskog novinarskog društva, Ljubomir Maštrović u ime "Mlade Hrvatske", a u ime hrvatskih sveučilištaraca Milan Anić i Salih Baljić.

## Književni rad
Matoš je središnja osobnost hrvatske moderne te korjenite inovacije hrvatske književnosti koja se ubrzano europeizirala i modernizirala, apsorbiravši suvremena strujanja od simbolizma, modernizma, impresionizma i ostalih pokreta, s osloncem na francusku književnu kulturu od Baudelairea do Mallarmea, Barresa i Huysmansa. Esteticizam i umjetničke norme su postali primarnim mjerilom ocjenjivanja, dok je nacionalni i društveni angažman, dotle praktični jedini credo, ostalo uklopljen u cjelovitiju vizuru zadaće hrvatskih pisaca, koji od Matoša nadalje nisu (osim u komunističkom razdoblju) mogli gojiti pretežito utilitaristički odnos spram umjetničkoga stvaralaštva. 
U književnost je ušao 1892. godine pripoviješću Moć savjesti (Vienac, br. 33, 13. kolovoza 1892.), koja naznačuje početak razdoblja moderne. U nekoliko navrata pisao je o svojemu poimanju poetike proznog stvaralaštva te o svojim literarnim uzorima. "... Od novelista najviše volim genij Poeov, zatim superiornu, konciznu točnost Merimeeovu i prirodnost Maupassantove satire", izjavljuje on u jednome pismu prijatelju Milanu Ogrizoviću. Težnju da se nigdje ne ponavlja, da ne zapadne u manirizam, uspio je ostvariti u većem dijelu svojih pripovijedaka skupljenih u tri zbirke i izdanih redom: Iverje, 1899.; Novo iverje, 1900.; Umorne priče, 1909. godine. 
S obzirom na Matoševu stvaralačku tehniku, načine i stilske postupke u ostvarivanju fabula pripovijedaka, a prije svega s obzirom na tematske interese i ostvaraje, poznata je već standardna podjela njegova pripovjedačkog opusa na dva temeljna tematska kruga: 
- jedan s tematikom iz domaće zagrebačko-zagorske sredine i stvarnim junacima što ih je susretao u životu,
- te drugi s novelama bizarnog sadržaja s nadmoći čudaka, tipova posve individualnoga karaktera.
Zajednički nazivnik jednoga i drugoga kruga su naglašena lirska nota i nazočnost ljubavnih motiva. Novele jednoga i drugoga kruga nastajale su usporedno, istodobno, što govori da nije riječ o nekom posebnom evoluiranju Matoša pripovjedača, nego o njegovim pokušajima da na različitim temama ostvaruje i iskušava različite, kako je on to znao reći, "stilske studije".

### Proza
Dobar dio elemenata od kojih je istkana pripovjedačka proza s tematikom "naših ljudi i krajeva", dodirivanje nekih aktualnih društvenih problema i u groteskno-fantazijskom ciklusu će naći odjeka, ali motivi tajni ljubavi, jednako tako i smrti, općenito nokturalnih stanja i atmosfera, u ovom će drugom krugu doći do punog izražaja, produbljenije i intenzivnije doživljeni. Posebnost tih motiva očitovat će se u prvom redu sužavanjem fabulativnih zahvata, analizom pojedinačnih sudbina literarnih junaka, nestajanjem površnih anegdotskih elemenata i unošenjem nevjerojatnih događaja i bizarnih likova, što će uvjetovati pojačanu psihološku motivaciju, a potiskivanje sociološke u drugi plan. Sve je to rezultiralo činjenicom da je proza ovoga kruga, umjesto područnog ili nacionalnog, poprimila širi kozmopolitski karakter.
U putopisnoj prozi Matoš je jedan od najvećih hrvatskih inovatora. Motiv krajolika, ne samo kao dio pripovjedne cjeline, nego i kao samostalna tema, novost je koju Matoš, povodeći se za Barresom, uvodi u hrvatsko prozno stvaralaštvo. Njegov krajolik se ne zaustavlja samo na izvanjskoj slici, nego on uključuje aktivno svojeg autora: ne samo po lirskoj intonaciji, po izrazu koji nosi osobnu notu i posebnom fokusu kroz koji autor sagledava taj krajolik, nego naročito po tome što svaki krajolik obilno razvija asocijacije za promišljanja o posve različitim problemima. Ta izrazito impresionistička crta, gdje pejzaž dobiva određenu funkciju da kao povod emocionalnom uzbuđenju razvije do maksimuma sposobnost iskričavih asocijacija, tipična je za Matoševe krajolike gotovo u svim njegovim tekstovima. Posebno se to, naravno, očituje u brojnim njegovim putopisima u kojima je krajolik isključiva tema, npr., u izvanrednome lirskom putopisu Oko Lobora.

### Pjesništvo
Dok je novele, putopise, kritičke članke i feljtone pisao i objavljivao usporedno od samog početka svojeg pisanja, pjesništvom se počeo neprestano pojavljivati u časopisima dosta kasno, tek oko 1906. godine. Do kraja života napisao je svega osamdesetak pjesama koje su skupljene i tiskane 1923. godine, nakon pjesnikove smrti, u zbirci Pjesme. Pjesme su mu objavljene u više antologija hrvatskoga pjesništva. Prva objavljena pjesma bila mu je "Hrastovački nokturno", napisana u kajkavskome narječju, koju je napisao u Parizu kao dio pripovijesti Nekad bilo - sad se spominjalo, a objavljena je u knjizi Novo iverje 1900. godine u Zagrebu. Vrijednost te pjesme je u tome što je njome Matoš hrvatskoj književnoj tradiciji vratio zanemareno dijalektalno pjesništvo.
Neprijeporno je da je Baudelaire bio veliki učitelj Matošev, od kojega je preuzeo niz formalnih elemenata, i o kome je više puta oduševljeno pisao. Osjećaj i potrebu za strogo određenim oblikom - konkretno za oblik soneta, smisao za muzikalnost stiha, povezivanje u opći sklad glazbe riječi, boje i mirisa, dakle osjećaj za sinesteziju, vrlo profinjen ritam, te izmjena govorne i pjevne intonacije - vanjske i vidljive su odlike Matoševog pjesništva. 
Ljubav i cvijet, možda dvije ključne riječi i njihovo variranje, međusobno pretapanje i pretvaranje čiste apstrakcije poimanja ljubavi u konkretan pjesnički simbol cvijeta, pojavljuju se kao nadmoćni motivi u početku Matoševa pjesničkoga govora. Česta pojava motiva smrti u toj lirici, elegičnost, sumornost i baladičnost mnogih njegovih stihova, intenzivno osjećanje prolaznosti i nestajanja, sivilo boja i zvukova, sumnje i doživljaji ljubavi kao velike boli - posljedica su sukoba sna i stvarnosti, najjače izraženih u ponajboljim ljubavnim pjesmama "Samotna ljubav", "Djevojčici mjesto igračke", "Utjeha kose". 
No, i onda kad je bio najviše obuzet intimnim dvojbama i oblikovanjem vlastitih koncepcija života i svijeta, traženjem puta do ljepote i sklada, kad je svoja osjećajna stanja izražavao u poetskim krajolicima "Jesenje veče", "Notturno" ↓1, on je, istodobno, izražavao i svoja domoljubne osjećaje koji su bili neprekidan, sastavan dio njegove osobnosti. U ponajboljim svojim rodoljubnim stihovima "Stara pjesma", "1909.", "Iseljenik", razočaran po povratku u domovinu (1908.) malodušnošću Hrvata u khuenovskoj i postkhuenovskoj eri, Matoš piše elegične stihove obojene sumornim doživljajem domovine. Upravo u osjećaju za jezik i njegovu melodioznost, u povezivanju subjektivnog, intimnog s objektivnim i općim, i u posebno naglašenoj težnji za modernim izrazom, i leži Matoševa pjesnička veličina.

### Kritika
Uz iskričav raspravljački duh kojim se tijekom svojega spisateljskog puta nerijetko služio u obračunavanju s mnogim svojim suvremenicima, Matoš je dubok trag ostavio i u žanru kritike i esejistike, te feljtonistike. U njima uz naglašen impresionistički pristup djelima pojedinih hrvatskih (Kranjčević, Vidrić, Domjanić, Kamov) ili srpskih pisaca (Sremac, Veselinović, Pandurović), Matoš je nerijetko iznosio i svoje umjetničke postavke. Shvaćajući umjetnost kao istoznačnicu za lijepo, on intenzitet pjesnikove nadmoći riječi i izraza, dakle individualnoga piščevog stila, uzima kao osnovno mjerilo za estetsku procjenu djela. To je i razlog što ne radi razlike između pojedinih književnih vrsta: pripovjedna proza, lirika i kritika za njega su samo umjetnost iz kojih na prvom mjestu treba zračiti individualna osobnost stvaraoca i njegova vještina plastičnog i nebanalnog izražavanja. No, iako je polazio od izrazito estetskih mjerila, dakle određenoga univerzalnog pristupa i ocjenjivanja, nikad nije zanemarivao ni specifičan nacionalan kriterij u analizi pisaca hrvatske književnosti.
Matoševo je djelo prijelomno u povijesti hrvatske književnosti: slobodno se može reći da bez njegova zaokreta i ostvaraja, poglavito na polju kritike, eseja i poezije, ne bi bilo hrvatske književnosti kakvu poznajemo. 

## Djela
- Iverje: skice i sličice, Izdavačka knjižarnica Pacher i Kisić, Mostar, 1899.
- Novo iverje: skice i sličice, Nakladom Kr. sveučilištne knjižare Fr. Suppana (R.F. Auer), Zagreb, 1900.
- Ogledi: studije i impresije, Izdanje Hrvatske knjižarnice, Zadar, 1905.
- Vidici i putovi: eseji i impresije, Nakladna knjižara i industrija papira Lav. Klein-a, Zagreb, 1907.
- Umorne priče, Naklada Knjižare Mirka Breyera, Zagreb, 1909.
  - "Cvijet sa raskršća"
- Tri humoreske, Humoristična knjižnica, Zagreb, 1909.
- Život za milijune, Zagreb, 1909. (strojopis), (2. izd. Humoristična knjižnica, Zagreb, [1911?])
- Naši ljudi i krajevi: portraiti i pejzaži, Naklada J. Sokol, Zagreb, 1910.
- Moralista i druge satire, Humoristična knjižnica, Zagreb, [1912?]
- Pečalba: kaprisi i feljtoni, Društvo hrvatskih književnika, Zagreb, 1913.

### Posmrtno
Nepotpun popis:
- Umorne priče. Vidici i putovi: novo izdanje s uvodom o Matošu Vladimira Lunačeka, sa slikom Matoševom Ljube Babića, Nakladom Knjižare Mirka Breyera, Zagreb, 1917.
- Feljtoni i eseji, Naklada Juga, Zagreb, 1917.
- Pjesme, Izdanje Narodne knjižnice, Zagreb, 1923.
  - "Notturno"
  - "Utjeha kose"
  - "1909."
  - "Jesenje veče"
- Dok je srca bit će i Kroacije, Nakladom Milana Matoša, [Zagreb?], 1925.
- Ličnosti, problemi i pejzaži, Binoza, Zagreb, 1938.
- Pereci, friški pereci, Be-l-ka, Zagreb, 1940.
- Kip domovine, Be-l-ka, Zagreb, 1942.
- Camao et autres nouvelles, Institut bibliographioue Croate, Zagreb, 1944.
- Izabrane pjesme, Mala biblioteka, knj. 32, Zora, Zagreb, 1950.
- Pripovijetke, Mala biblioteka, knj. 82, Zora, Zagreb, 1951.
- Odabrani tekstovi, Školska knjiga, Zagreb, 1952.
- Eseji i feljtoni o srpskim piscima, Prosveta, Beograd, 1952.
- Izabrane pjesme, Hrvatski pjesnici, Matica hrvatska, Zagreb, 1954. ( 2. izd. 1962.)
- Misli i pogledi A. G. Matoša, Leksikografski zavod FNRJ, Zagreb, 1955. (2. izd. Misli i pogledi, Globus, Zagreb, 1988.)
- Pejzaži, Nolit, Beograd, 1956.
- Pripovijetke i eseji, Mala knjižnica Matice hrvatske, knj. 15, Matica hrvatska, Zagreb, 1964.
- Pripovijetke, Biblioteka Golub, Zora, Zagreb, 1968.
- Feljtoni i eseji, Biblioteka Prosveta, knj. 165, Prosveta, Beograd, 1968.
- Eseji i kritike, Biblioteka Reč i misao, kolo 9, knj. 217, Rad, Beograd, 1969.
- Poezija i proza, Biblioteka Jelen, Mladost, Zagreb, 1972. (2. izd. 1977.)
- Poezija i proza, Biblioteka Zlatno slovo, Mladost, Zagreb, 1981.
- Jesenje veče: i druge pjesme, Iro "Veselin Masleša, Sarajevo, 1981.
- Pripovijesti, Rotulus, Grafički zavod Hrvatske, Zagreb, 1983.
- Prometej na raskršću, Mladinska knjiga, Zagreb, 1991.
- Camao et autres nouvelles, The croatian writer's association, Zagreb, 1994.
- Izabrane pjesme, Biblioteka Parnas: niz Književnost, Matica hrvatska, Zagreb, 1996.
- Matoševa probrana pisma iz Ženeve i Pariza, Tiskara "Franjo Kluz", Omiš, 1997.
- Pjesme. Pripovijesti. Putopisi, Riječ, Vinkovci, 1997.
- Poezija. Camao. Oko Lobora i druga proza, Biblioteka Učilišno štivo. Lektira, Zagrebačka stvarnost, Zagreb, 1998. (2000., 2002., 2003.)
- Cvijet sa raskršća i druge pripovijetke, Nart-trgovina, Zagreb, 1998.
- Pjesme, Nart-trgovina, Zagreb, 1999.
- Domovini iz tuđine: Matoševa pisma iz Beograda, Biblioteka Theca Croatica, AGM, Zagreb, 1999.
- Cvijet sa raskršća: izbor iz djela, Znanje, Zagreb, 2003.
- Notturno: izabrane pjesme, Kršćanska sadašnjost, Zagreb, 2004. (2. izd. 2009.)
- Pjesme rezignacije i bunta, Riječ, Vinkovci, 2005.
- Pripovijetke, Stoljeća hrvatske književnosti, knj. 118, Matica hrvatska, Zagreb, 2013.
- Putopisi i portreti, Stoljeća hrvatske književnosti, knj. 119, Matica hrvatska, Zagreb, 2013.
- Pjesme i ogledli, Stoljeća hrvatske književnosti, knj. 120, Matica hrvatska, Zagreb, 2014.
- Polemički i drugi spisi, Stoljeća hrvatske književnosti, knj. 121, Matica hrvatska, Zagreb, 2014.
- Posvudašnji Matoš oko Rijeke njim samimdnik, Prva sušačka hrvatska gimnazija - Naklada Kvarner, Rijeka, 2014.
- La rose mysterieuse: 49 poemes = Tajanstvena ruža: 49 pjesama, Dominis Publishing, Ottawa, 2014.
- Anegdote i misli Antuna Gustava Matoša, Hrvatska paneuropska unija, Zagreb, [2014?]
- Domoljubne misli: o naciji i politici, Biblioteka Mali mrav, knj. 20 (182), Šareni dućan, Koprivnica, 2014.
- Antun Gustav Matoš, Biblioteka Hrvatski velikani, Privlačica, Vinkovci, 2014.
- Pečalba: kaprisi i fejtoni, Biblioteka Pretisci / Društvo hrvatskih književnika, Društvo hrvatskih književnika, Zagreb, 2014
- Mȍra, prir. Ružica Pšihistal, Društvo hrvatskih književnika, Zagreb, 2017.[29]
- Pogledi iz zagrebačkoga života: izbor, Ex libris, Zagreb, 2018.
- Malo pa ništa: [drama], Društvo hrvatskih književnika, Ogranak slavonsko-baranjsko-srijemski - Zavod za kulturu vojvođanskih Hrvata, Osijek - Subotica, 2018.

#### Putopisi
- Lijepa naša domovina i drugi putopisi, Nakladni zavod Matice hrvatske, Zagreb, 1987.
- Putopisi, Privlačica, Vinkovci, 1995.
- Oko Lobora, Kajkaviana, Donja Stubica, 1996.
- Oko Lobora i drugi putopisi, Alfa, Zagreb, 1996.
- Oko Lobora: izbor iz djela, SysPrint, Zagreb, 1998.
- Oko Zagreba i po Hrvatskoj, Biblioteka Boje zavičaja, Dom i Svijet, Zagreb, 1999.

#### Sabrana djela
- Djela A.G. Matoša, I-XVII, Binoza, Zagreb, 1935. – 1940.
- Izbor, 2 sv., Svjetlost, Sarajevo, 1962.
- Izabrana dela, Narodna knjiga, Beograd, 1963. (2. dop. izd. 1968.)
- Izabrana djela, Pet stoljeća hrvatske književnosti, sv. 64, 65, 66,  Matica hrvatska - Zora, Zagreb, 1967.
- Sabrana djela, I-XX, JAZU - Liber - Mladost, Zagreb, 1973.
- Izabrana djela, Školska knjiga, Zagreb, 1977.
- Izabrana djela, 1-6, Tiskara Rijeka, Rijeka, 1990.
- Izbor iz djela, Školska knjiga, Zagreb, 1993.
- Sabrana djela Antuna Gustava Matoša, 1-11, "A. G. Matoš", Samobor, 2003. – 2008.

## Pouke, misli, citati
- Ne, nije Hrvatska samo ime golo i bez sadržine! Mi već živujemo preko hiljadu godinica zasebnim političkim životom i naši stari znaše kroz bure vjekova sačuvati na trošnom čunu domovine prastaro hrvatsko obilježje državno kojemu je bio ban i sabor predstavnikom ne samo po imenu. (u Novom vijeku, 1898.)[30]
- Mučicu mu, kada već za to malo slobodice tavorim, daj da i slobodu govorim! (Matoš Milakoviću, 1899.; XIX, 325.)[31]
- Mi bo ljubimo Hrvatsku, jer ljubimo sebe (Matoš: Kod kuće, 1905.; IV, 32.)[32]
- I dok je srca, bit će i Kroacije! (iz pjesme "Pri Sv. Kralju", Savremenik, 1910.)[33]
- Ne ispovijedam se, da popa ne pokvarim (Matoš, XI. Bilježnica; XVIII, 178.)[34]
- Najbedastija mlada zdrava žena je zabavnija od najduhovitijeg muškarca. (Matoš, Nedjeljne novosti, 1912.)[35]
- Narodi mogu postići sve, samo ime ne, ako ga izgube.(Matoš, u Bilježnici II; XVII, 190.)[34]

## Spomen
- U Zbirci rukopisa i starih knjiga Nacionalne i sveučilišne knjižnice u Zagrebu čuva se dio njegove rukopisne ostavštine.[24]
- Mnoge ulice, škole i trgovi u Hrvatskoj nose nazive po njemu.
- U Zagrebu mu je 1954. godine povodom 40. obljetnice smrti postavljena spomen-ploča na dvokatnici na mjestu stare kuće u Jurjevskoj ulici br. 10, u kojoj je Matoš proveo svoju mladost.[36]
- U Tovarniku ispred škole nazvane po njemu postavljeno je 1974. godine Matoševo poprsje, rad kipara Mihaela Kajfeša.
- Portretnom kiparstvu pripada i A. G. Matoš Emila Bohutinskoga, odliven u bronci i postavljen na dugu horizontalnu podlogu. Oslonjen na lijevu ruku podignutu do čela (desna je ostala nedefinirana, zarobljena u materiji spomenika), Bohutinskijev Matoš, izdužena upala lica, djeluje zamišljeno i turobno. Nevelika, vodoravno položena figura (svega 26 cm visine) nastala je 1975. godine, a čuva se u Gradskom muzeju u Križevcima.[37]
- U Zagrebu mu je 1978. godine na Strossmayerovu šetalištu u Gornjemu gradu postavljen spomenik, Matoš na klupi, rad kipara Ivana Kožarića.[37] Replike toga spomenika postavljene su u Sisku, na šetnici uz Kupu (1992. godine) i u Issy-les-Moulineauxu pokraj Pariza, u parku Mille Roses kapelice St. Sauveur kod bolnice Corentin Celton[38] (8. veljače 2014. godine).[37]
- U Tovarniku je 1997. godine ustanovljeno Kulturno umjetničko društvo Antun Gustav Matoš.
- Na rodnoj kući mu je 1998. godine povodom o 125. obljetnice rođenja postavljena spomen-ploča, rad kipara Mladena Mikulina.
- Od 1999. godine u spomen na njega dodjeljuje se Nagrada Matice hrvatske za književnu i umjetničku kritiku "Antun Gustav Matoš".
- Matoševo poprsje postavljeno je 2007. godine pred Gimnazijom Antuna Gustava Matoša u Zaboku, a rad je kiparice Mirjane Drempetić Hanžić-Smolić.
- U Zrenjaninu je 4. studenoga 2013. godine utemeljeno Hrvatsko kulturno udruženje Antun Gustav Matoš.[39]
- Od 2014. godine dodjeljuje se Nagrada Antun Gustav Matoš, trijenalna nagrada za najbolju knjigu poezije koju je ustanovio Zavod za kulturu vojvođanskih Hrvata.[40]
- Rodna kuća Antuna Gustava Matoša rekonstruira se u Tovarniku.

## Galerija
- Antun Gustav Matoš 1897. godine
- Antun Gustav Matoš 1913. godine
- Antun Gustav Matoš